# バルトウォミェイ・ドロンゴフスキ
バルトウォミェイ・ドロンゴフスキ（Bartłomiej Drągowski (ポーランド語発音: [barˈtwɔmjɛj drɔŋˈɡɔfskʲi], 1997年8月19日 - ）は、ポーランド・ビャウィストク出身のサッカー選手。パナシナイコス所属。ポーランド代表。ポジションはゴールキーパー。姓の日本語表記は、ポーランド語アルファベットの「Ą(オン)」の誤認から、ドラゴフスキやドロゴフスキ表記もみられる。

## 経歴

### クラブ

#### 初期
元ポーランド代表のサッカー選手であった父ダリウシュの下で育ち、ヤギエロニア・ビャウィストクのユース部門でサッカーを学んだ。2013年にリザーブリーグにてヤギエロニアのリーザーブメンバーとしてデビューを果たした。

#### ヤギエロニア・ビャウィストク
2014年5月27日にシーズン最終戦であった対コロナ・キェルツェ戦にて、16歳でエクストラクラサ(ポーランド国内最上位リーグ)及びファーストチームにデビューする。続く2014-2015シーズンは、クラブの正ゴールキーパーであったヤクブ・スウォヴィクが第6節でレッドカードを受け退場し、その交代で出場したドロンゴフスキが安定したセーブを見せたため、残りのシーズンもレギュラーとして29試合に出場した。このシーズンは17歳でポーランド一部リーグ所属クラブの正ゴールキーパーとなったことに加え、10試合で無失点を達成し、低迷していたチームを3位に導く活躍をした。この活躍が評価され、2014-15シーズンのポーランドリーグ最優秀GK賞と新人賞を受賞した。2015-16シーズンはレギュラーポジションを確固たるものとし、UEFAヨーロッパリーグにもデビュー、活躍したことから多くのビッグクラブからの注目を集めることになった。

#### フィオレンティーナ
2016年6月30日にイタリアセリエA所属のACFフィオレンティーナに完全移籍することが同クラブ公式ウェブサイトにより発表され、2021年6月30日までの5年契約を同クラブと結んだ。

#### エンポリ
2019年1月22日、エンポリFCにレンタル移籍。

#### スペツィア・カルチョ
2022年8月10日、スペツィア・カルチョと3年契約で移籍し、背番号は69をつけることが発表された。

### 代表
2011年より各年代のポーランド代表に招集されている。2014年からは国内リーグでの活躍を受け上の世代の代表に飛び級で招集されている。

## 人物
元ポーランド代表のゴールキーパーで、現在は辛口のコメンテーターとしても知られるヤン・トマシェフスキは、「ドロンゴフスキは私が彼の年齢であった時よりも優れている。ウカシュ・ファビアンスキやアルトゥール・ボルツを近くで見て、その雰囲気を感じるだけでもフル代表に招集する価値があると思う。」とコメントしている。プレースタイルは、独特のスタイルを持ちながらもヴォイチェフ・シュチェスニーのように守備範囲の大きさが特徴である、とUEFA公式サイトにおいて紹介されている。

## 個人成績

### クラブでの出場記録
| クラブ                       | シーズン                     | リーグ                       | リーグ | リーグ | カップ | カップ | 国際大会 | 国際大会 | 通算 | 通算 |
| クラブ                       | シーズン                     | リーグ                       | 出場   | 失点   | 出場   | 失点   | 出場     | 失点     | 出場 | 失点 |
| ---------------------------- | ---------------------------- | ---------------------------- | ------ | ------ | ------ | ------ | -------- | -------- | ---- | ---- |
| ヤギエロニア・ビャウィストク | 2013-14                      | エクストラクラサ             | 1      | -4     | 0      | 0      | –        | –        | 1    | -4   |
| ヤギエロニア・ビャウィストク | 2014-15                      | エクストラクラサ             | 29     | -30    | 1      | -4     | –        | –        | 30   | -34  |
| ヤギエロニア・ビャウィストク | 2015-16                      | エクストラクラサ             | 34     | -55    | 0      | 0      | 4        | -1       | 38   | -56  |
| ACFフィオレンティーナ        | 2016-17                      | セリエA                      | -      | -      | -      | -      | -        | -        | -    | -    |
| 通算                         | ヤギエロニア・ビャウィストク | ヤギエロニア・ビャウィストク | 64     | -89    | 1      | -4     | 4        | -1       | 69   | -94  |
| 通算                         | ACFフィオレンティーナ        | ACFフィオレンティーナ        | -      | -      | -      | -      | -        | -        | -    | -    |

## タイトル

### 個人
- エクストラクラサ最優秀新人：1回 (2015)
- エクストラクラサ年間最優秀GK：1回 (2015)